# Zilzer Gyula
Zilzer Gyula (Budapest, Erzsébetváros, 1898. február 3. – New York, USA, 1969. november 21.) magyar festő, grafikus.

## Élete
A középiskoláit a Markó utcában, illetve a Reáltanoda utcai főreálban végezte. A Műegyetemen kezdte tanulmányait, majd a Tanácsköztársaság bukását követően Triesztbe menekült. Mint zsidó származású a numerus clausus miatt nem folytathatta gépészmérnöki képesítését. Visszatértét követően, 1920-22 között a Magyar Képzőművészeti Főiskolára járt, ahol mesterei Csók István és Vaszary János voltak, ám zsidó származása miatt félév után menesztették az egyetemről. 1922-23-ban Münchenben Hans Hoffmann szabadiskoláját látogatta, majd Párizsba utazott. 1924 és 1930 között rézmetszést tanult Charles Leblanc párizsi műhelyében és 1932-ig a városban maradt. Ez idő alatt a Clarté magazin és a L'Humanité napilapnál is dolgozott és összebarátkozott Henri Barbusse íróval. A 20-as évek közepén rendezte első franciaországi önálló tárlatát. A 30-as években több általa illusztrált könyv és grafikai mappa jelent meg a francia fővárosban, ezek közül a legjelentősebb az 1932-ben kiadott Gáztámadás című litográfia-sorozat, melyet az USA-ban is bemutattak. Ezen művével tiltakozott az ellen, hogy a háború alatt a polgári lakosság ellen gázt vessenek be. Műveiben gyakran megjelentek a háborúellenes és antifasiszta ábrázolások. 1932-ben az USA-ba távozott, ahol elmondása szerint a kisemberek Amerikáját kereste. Hollywoodban kezdett el dolgozni, ahol főként Korda Zoltán rendezőnek a Columbia Pictures-nél forgatott játékfilmjeinek díszleteit tervezte. 
Munkája mellett intenzíven foglalkozott képzőművészettel, és rendszeresen rendezett kiállításokat. A második világháború után visszatért Európába és néhány évig Budapest és Párizs között ingázott. 1954-ben végleg az USA-ban telepedett le. Festészettel és grafikával egyaránt foglalkozott. Pályája első évtizedeiben keresett illusztrátor volt. Stílusára leginkább a német expresszionizmus – elsősorban George Grosz művészete – hatott inspirálóan. A 30-as években készült grafikai lapjai, jó rajzkészségű, szatirikus vénával megáldott művésznek mutatják (pl.: Lámpaláz című rajza). Legkedveltebb technikája a színes fametszet volt. A modern művészeti stílusáramlatok nem hatottak rá. Expresszionista évtizedei után részletező, naturalista modorú rajzokban örökítette meg a dolgos amerikai kisemberek hétköznapjait. Utolsó éveiben dolgozott az NBC-nél, de folytatta a festést is és magángyűjteményének ápolását és gyarapítását.
Közeli kapcsolatot tartott fenn Albert Einstein fizikussal is, akinek festménygyűjteményt is ajándékozott. Erről tanúskodik az 1933. március 26-án Einstein által Zilzernek küldött levél.

## Családja
Édesapja, Zilzer Rezső (1869–1932) a Velodrom igazgatója volt és ő rendezte az első repülőnapot Magyarországon, melyet később évente megtartottak. Édesanyja Kaiser Berta (1872–1957) volt. Nagybátya Zilzer Antal (1860–1921) festőművész, unokanővére Zilzer Hajnalka szobrász és keramikus volt. Apai nagyszülei Zilzer Mór (1832–1902) kereskedő és Kohn Johanna (1836–1888) voltak.
Második házastársa Fuchs Mária (1910–2001) volt, Fuchs Sámuel és Pines Berta lánya, akivel 1953. február 10-én Los Angelesben kötött házasságot.

## Egyéni kiállítások
- Musée Galliera, Párizs (1926)
- Ernst Múzeum, Budapest (1932)
- Art Gallery, Williamstown, USA (1933)
- Mellon Gallery, Philadelphia (1933)
- New School of Social Research, New York (1933)
- The Fine Arts Gallery, San Diego (1943)
- De Young Memorial Museum, San Francisco (1944)
- Art of Today Gallery, New York (1957)
- Camerford Gallery, New York (1961)
- Theodor Herzl Institute, New York (1963)
- Egressy Galéria (1965)
- Museum of Modern Art, New York (gyűjt.) (1966)
- Gorkij Művelődési Ház, Budapest (1966)
- Magyar Nemzeti Galéria, Budapest (emlékkiállítás, 1971)

## Válogatott csoportos kiállítások
- Diaszpóra (és) művészet, Magyar Zsidó Múzeum, Budapest. (1997)